# Saint-Barthélemy (Sena e Marne)
Saint-Barthélemy é uma comuna francesa localizada na região administrativa da Île-de-France, no departamento Sena e Marne. A comuna possui 327 habitantes segundo o censo de 1990.